# Vincent-van-Gogh-Schule
Die Vincent-van-Gogh-Schule ist eine öffentliche Integrierte Sekundarschule in Berlin-Neu-Hohenschönhausen, nordwestlich des S-Bahnhofs Hohenschönhausen.

## Geschichte
Die Schule in der Wustrower Straße 26 wurde 1985 zusammen mit ihrer Nachbarschule (Hausnummer 28) im Zuge des Aufbaus des Neubaugebiets Hohenschönhausen III (Hohenschönhausen-Nord) errichtet. In das Schulhaus in der Wustrower Straße 26 zog die neugegründete 31. POS Berlin-Hohenschönhausen ein, Vorläufer der heutigen Vincent-van-Gogh-Schule. Das benachbarte Schulgebäude in der Wustrower Straße 28 bezog die 32. POS, die 1988 nach Rudolf Iwanowitsch Abel benannt wurde. Die Nachbarschule ist heute eine Grundschule mit dem Namen „Schule am Wäldchen“.
Nach friedlicher Revolution 1989 und Deutscher Einheit 1990 wurde das Schulsystem im Land Berlin vereinheitlicht. Mit Beginn des Schuljahres 1991/92 wurde die 31. POS Berlin-Hohenschönhausen am Standort Wustrower Straße 26 in die 18. Grundschule umgewandelt. Mit Beginn des folgenden Schuljahres 1992/93 wurde an diesem Standort jahrgangsweise die 2. Realschule Hohenschönhausen aufgebaut, während das Schulgebäude parallel noch einige Jahre von Grundschulen genutzt wurde. Mit dem Schuljahr 1995/96 war der Aufbau der 2. Realschule Hohenschönhausen mit den Klassenstufen 7 bis 10 abgeschlossen, die Schule wurde 1995 nach Vincent van Gogh benannt.
2003 zog die Langhans-Oberschule aus der Rüdickenstraße in den Standort an der Wustrower Straße 26 hinzu, und fusionierte dort mit der Vincent-van-Gogh-Oberschule. In Folge der Fusion hieß die Schule nun Langhans-Oberschule, wurde aber 2007 wieder zurückbenannt.
Zum Beginn des Schuljahres 2010/11 wurden in Berlin im Rahmen der Schulreform die Hauptschulen abgeschafft, beziehungsweise mit Realschulen fusioniert. Die so entstehende Schulform war die Integrierte Sekundarschule. Entsprechend nahm die Vincent-van-Gogh-Realschule an ihrem Standort die mit ihr fusionierte Keith-Haring-Hauptschule auf und wurde zur Integrierten Sekundarschule. Da schon vorher auch Schüler mit Hauptschulempfehlung an der Vincent-van-Gogh-Schule unterrichtet wurden, erwartete die Schulleitung zum Zeitpunkt der Fusion keine wesentlichen Änderungen.

## Lage und Architektur
Das Schulgelände liegt zwischen Wustrower Straße und der Eisenbahnstrecke Berliner Außenring, nördlich der Falkenberger Chaussee, unweit vom Bahnhof Hohenschönhausen und dem Einkaufszentrum Linden-Center.
Das Hauptgebäude der Schule (Haus A) ist ein viergeschossiger Riegel vom Typ POS 81 GT. 2018/2019 wurde angesichts steigender Schülerzahlen ein dreistöckiges Gebäude (Haus G) in Modulbauweise errichtet. Der Serienbau vom Typ „Modularer Ergänzungsbau“ (MEB) wurde mit 5,25 Millionen Euro aus dem „Sondervermögen Infrastruktur der wachsenden Stadt“ (SIWA-II) finanziert. Der Typenbau MEB wurde zwischen 2013 und 2019 in Berlin 50-mal gebaut.

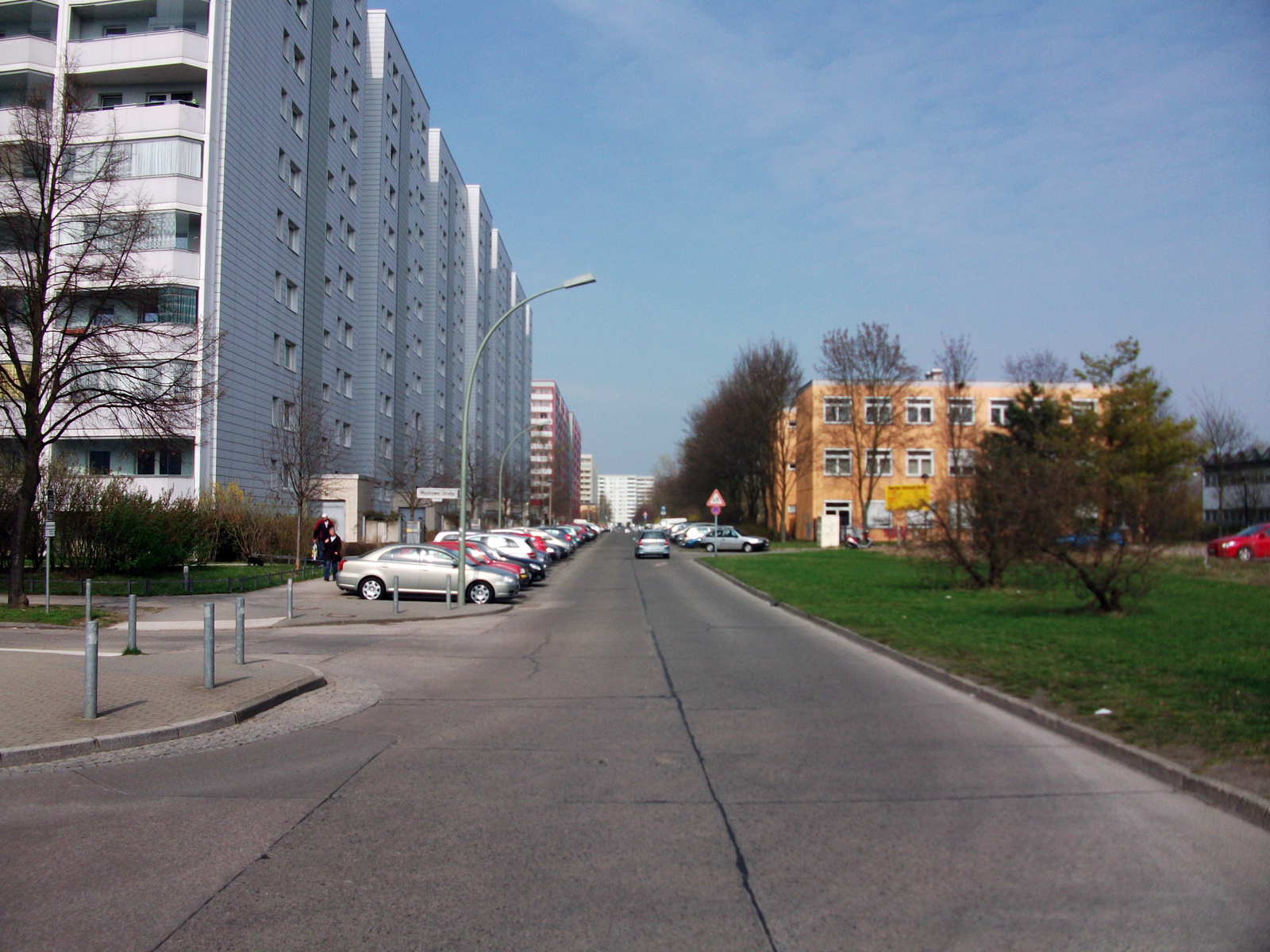
Wustrower Straße, rechts das Haus B der Schule (Gebäude mit gelber Fassade)

Daneben nutzt die Schule das Erdgeschoss eines dreigeschössigen Hauses (Haus B), das auf der übrigen Fläche von der Schostakowitsch-Musikschule genutzt wird.
Die drei Sporthallen vom Typ SK/KT Berlin wurden wie das Hauptgebäude 1985 erbaut und werden ab 2018 saniert.

## Schulprogramm
2017 zählte die Vincent-van-Gogh-Schule mit einer LMB-Quote (Lernmittelbefreiung) zwischen 50 und 70 % zu den sogenannten „Brennpunktschulen“ Berlins, die im Rahmen des Bonus-Programms zusätzliche Mittel zum Ausgleich struktureller Benachteiligung der Schülerschaft erhielten. Die LMB-Quote ist der Anteil der Kinder, deren Eltern wegen Bezugs von Hartz IV, Arbeitslosengeld, Wohngeld und ähnlichen Sozialtransferleistungen von der Lernmittelzuzahlung befreit sind. Über alle Berliner Schulen hinweg lag die LMB-Quote 2013 bei einem Drittel.
Die Vincent-van-Gogh-Schule nimmt am Berliner Programm zur vertieften Berufsorientierung teil. An der Schule werden folgende Abschlüsse angeboten:
- nach der 9. Klasse: Berufsbildungsreife (BBR).
- nach der 10. Klasse: Berufsbildungsreife (BBR), Erweiterte Berufsbildungsreife (EBBR), Mittlerer Schulabschluss (MSA), und der Mittlere Schulabschluss mit Berechtigung zum Übergang in die gymnasiale Oberstufe.

Die Schülerzeitung der Schule (Das Vincent) wurde 2019 beim 16. Berliner Schülerzeitungswettbewerb mit einem 1. Preis ausgezeichnet.